# جورج ويلكينز
جورج ويلكينز (بالإنجليزية: George Wilkins)‏ هو مغني وملحن أمريكي، ولد في مارس 1934 في ديترويت في الولايات المتحدة.

## وصلات خارجية
- جورج ويلكينز على موقع IMDb (الإنجليزية)
- جورج ويلكينز على موقع ميوزك برينز (الإنجليزية)
- جورج ويلكينز على موقع ديسكوغز (الإنجليزية)